# Current Opinion in Hematology
Current Opinion in Hematology, abgekürzt Curr. Opin. Hematol., ist eine wissenschaftliche Fachzeitschrift, die vom Lippincott-Williams&Wilkins-Verlag veröffentlicht wird. Sie erscheint mit sechs Ausgaben im Jahr und veröffentlicht Arbeiten aus dem Bereich der Hämatologie.
Der Impact Factor lag im Jahr 2014 bei 3,97. Nach der Statistik des ISI Web of Knowledge wird das Journal mit diesem Impact Factor in der Kategorie Hämatologie an 15. Stelle von 68 Zeitschriften geführt.